# بوشيني مبارك
بوشيني مبارك (الاسم العلمي: Puccinia benedicta) هو نوع من الفطريات يتبع جنس البوشيني من فصيلة البوشينية.